# Лісняк Павло Якович
Павло Якович Лісняк (10 липня 1908, село Старі Кодаки Катеринославської губернії, тепер Дніпровського району Дніпропетровської області — 14 травня 1977, місто Москва, тепер Російська Федерація) — український радянський діяч. Кандидат у члени ЦК КП(б)У в 1949—1952 роках. Член ЦК КПУ в 1960—1966 роках. Кандидат у члени ЦК КПУ в 1966—1971 роках. Депутат Верховної Ради УРСР 3-го скликання. Депутат Верховної Ради СРСР 5—6-го скликань.

## Життєпис
Народився в родині селянина. Трудову діяльність розпочав у лісництві, де працював його батько. У 1924 році вступив до комсомолу, обирався секретарем сільської комсомольської організації.
У 1926—1929 роках — помічник продавця споживчого товариства, секретар сільської комсомольської організації, завідувач хати-читальні та клубу, заступник голови Старокодацької сільської ради.
У 1929—1931 роках — слухач робітничого факультету Київського машинобудівного інституту.
Член ВКП(б) з 1930 року.
У 1931—1936 роках — студент Київського індустріального інституту, спеціальність «інженер-механік».
У 1936—1938 роках — технолог цеху, заступник і начальник відділення, старший технолог цеху, начальник цеху Челябінського тракторного заводу.
У 1938 році — секретар Тракторозаводського районного комітету ВКП(б) міста Челябінська.
У 1938—1942 роках — заступник начальника виробництва, начальник ковальського цеху, заступник головного інженера Челябінського тракторного заводу.
У 1942—1945 роках — заступник начальника виробництва, начальник ковальського цеху Московського автомобільного заводу імені Сталіна.
У травні 1945 — 1952 року — директор Харківського тракторного заводу імені Серго Орджонікідзе.
У травні 1952 — березні 1954 року — директор Горьківського автомобільного заводу.
У березні 1954 — 1955 року — 1-й заступник міністра автотракторного і сільськогосподарського машинобудування СРСР. У 1955 — травні 1957 року — заступник міністра автомобільної промисловості СРСР та РРФСР.
У травні 1957 — грудні 1962 року — голова Ради народного господарства Київського економічного адміністративного району. У грудні 1962 — жовтні 1965 року — голова Ради народного господарства Київського економічного району. 
У січні 1966 — липні 1967 року — заступник голови Державної планової комісії Української РСР.
У 1967 — 14 травня 1977 року — 1-й заступник міністра автомобільної промисловості СРСР.
Помер 14 травня 1977 року у Москві. Похований на Новодівочому цвинтарі Москви.

## Нагороди
- три ордени Леніна;
- орден Жовтневої Революції;
- чотири ордени Трудового Червоного Прапора (26.06.1958);
- медаль «За доблесну працю у Великій Вітчизняній війні 1941—1945 рр.»;
- медалі;
- Сталінська премія ІІІ ст. (1952).